# Domfront Tinchebray Interco
Domfront Tinchebray Interco est une communauté de communes française, créée le 1er janvier 2017 et située dans le département de l'Orne en région Normandie.

## Histoire
La communauté de communes est créée au 1er janvier 2017 par arrêté du 13 décembre 2016,.
Elle est formée par fusion de deux petites communautés de communes qui intervient dans le cadre des dispositions de la loi portant nouvelle organisation territoriale de la République du 7 août 2015, qui prévoit que les établissements publics de coopération intercommunale (EPCI) à fiscalité propre doivent avoir un minimum de 15 000 habitants : la communauté de communes du Domfrontais et la communauté de communes du canton de Tinchebray.

## Territoire communautaire

### Géographie
Située dans l'ouest du département de l'Orne, la communauté de communes Domfront Tinchebray Interco regroupe quinze communes et s'étend sur 366,9 km2.
Comme son nom le suggère, l'intercommunalité est structurée autour de ) et de Tinchebray-Bocage, qui sont deux communes nouvelles constituée en 2016 et  2015 par la fusion de trois communes, pour la première, et de sept communes historiques pour la seconde, qui sont devenues leurs communes déléguées.
Avec près de 17 000 habitants, Domfront-Tinchebray Interco est à sa création la cinquième communauté de communes de l’Orne par la population « et la première des communautés de communes rurales », selon Jérôme Nury.

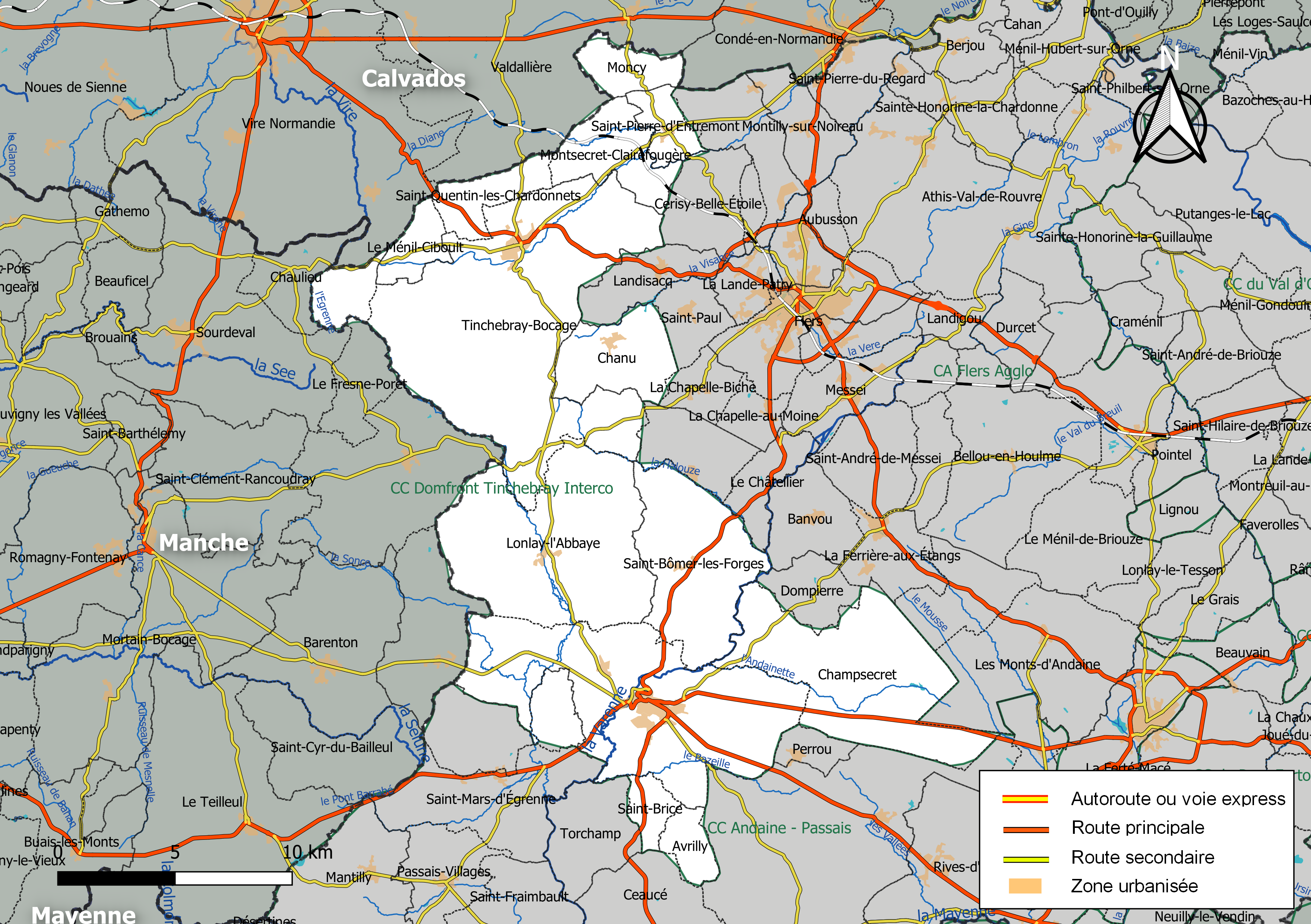
Carte de la communauté de communes Domfront Tinchebray Interco au 1er janvier 2019.

### Composition
En 2023, la communauté de communes est composée des quinze communes suivantes :

| Nom                           | Code Insee | Gentilé          | Superficie (km2) | Population (dernière pop. légale) | Densité (hab./km2) |
| ----------------------------- | ---------- | ---------------- | ---------------- | --------------------------------- | ------------------ |
| Tinchebray-Bocage (siège)     | 61486      | Tinchebrayens    | 90,88            | 4 850 (2022)                      | 53                 |
| Avrilly                       | 61021      |                  | 5,5              | 94 (2022)                         | 17                 |
| Champsecret                   | 61091      | Champsecretois   | 44,68            | 961 (2022)                        | 22                 |
| Chanu                         | 61093      | Chanusiens       | 15,72            | 1 248 (2022)                      | 79                 |
| Domfront en Poiraie           | 61145      |                  | 65,49            | 4 131 (2022)                      | 63                 |
| Lonlay-l'Abbaye               | 61232      | Lonléens         | 53,41            | 1 118 (2022)                      | 21                 |
| Le Ménil-Ciboult              | 61262      |                  | 6,31             | 117 (2022)                        | 19                 |
| Moncy                         | 61281      | Moncéens         | 7,75             | 265 (2022)                        | 34                 |
| Montsecret-Clairefougère      | 61292      |                  | 13,92            | 656 (2022)                        | 47                 |
| Saint-Bômer-les-Forges        | 61369      | Bohamadiens      | 31,08            | 1 023 (2022)                      | 33                 |
| Saint-Brice                   | 61370      |                  | 4,58             | 149 (2022)                        | 33                 |
| Saint-Christophe-de-Chaulieu  | 61374      |                  | 6,51             | 88 (2022)                         | 14                 |
| Saint-Gilles-des-Marais       | 61401      | Saint-Gillois    | 5,92             | 106 (2022)                        | 18                 |
| Saint-Pierre-d'Entremont      | 61445      | Entremontais     | 6,19             | 659 (2022)                        | 106                |
| Saint-Quentin-les-Chardonnets | 61451      | Saint-Quentinois | 9                | 317 (2022)                        | 35                 |

### Démographie
| 1968   | 1975   | 1982   | 1990   | 1999   | 2009   | 2014   | 2020   |
| ------ | ------ | ------ | ------ | ------ | ------ | ------ | ------ |
| 17 873 | 17 374 | 17 550 | 17 009 | 16 808 | 16 807 | 16 452 | 15 836 |

## Organisation

### Siège
L'intercommunalité a son siège à Tinchebray-Bocage, 1 Place du Général Leclerc.

### Élus
La communauté de communes est administrée par son conseil communautaire, composé pour le mandat 2020-2026  de 33  conseillers municipaux représentant chacune des  communes membres et répartis en fonction de leur population de la manière suivante : 

- 9 délégués pour Tinchebray-Bocage ;

- 8 délégués pour Domfront en Poiraie ;

- 2 délégués pour Chanu, Lonlay l'Abbaye et Saint-Bomer-les-Forges ;

- 1 délégué ou son suppléant pour les autres communes, toutes de moins de 1000 habitants.
Au terme des élections municipales de 2020 dans l'Orne, le conseil communautaire renouvelé a réélu son président, Bernard Soul, maire de Domfront en Poiraie, et désigné ses neuf vice-présidents, qui sont, :
1. Josette Porquet, maire de Tinchebray-Bocagen chargée de la commission Finances et Personnel ;
2. Maxime Guilmin, maire de Montsecret-Clairefougère, chargé de la commission  Affaires scolaires ;
3. Joël Dromer, élu à Domfront-en-Poiraie, chargé de la commission Affaires périscolaires ;
4. Jean-Louis Renault, élu à Tinchebray-Bocage, maire délégué de Saint-Jean-des-Bois, chargé de la commission Ressources en eau potable, Entretien des rivières ;
5. Serge Gostard, maire de Saint-Brice, chargé de la commission Déchets et cycle de vie du tri ;
6. Christophe Lecordier, maire-adjoint de Tinchebray-Bocage et maire délégué de Tinchebray, chargé de la commission Assainissement collectif et non-collectif ;
7. Michelle Pothé, élue à Domfront-en-Poiraie et maire-déléguée de La Haute Chapelle, chargée de la commission Petite enfance ;
8. Michel Legalle, maire de Chanu, chargé de la commission Enfance-Jeunesse ;
9. Didier Lerallu, maire de Saint-Bômer-les-Forges, chargé de la commission Tourisme.

### Liste des présidents
| Période      | Période                    | Identité     | Étiquette | Qualité |
| ------------ | -------------------------- | ------------ | --------- | --- |
| janvier 2017 | juillet 2017               | Jérôme Nury  | LR        | Cadre de la fonction publique Maire de Tinchebray (2008 → 2014) Maire de Tinchebray-Bocage (2015 → ) Conseiller général de Tinchebray (2004 → 2015) Conseiller départemental de Domfront en Poiraie (2015 → ) Président de la CC du Pays de Tinchebray (2008 →2012) Président de la CC du canton de Tinchebray (2013 → 2016) Député de l'Orne (3e circ.) (2021 → ) Démissionnaire après son élection comme député. |
| juillet 2017 | En cours (au 28 juin 2023) | Bernard Soul | DvD       | Infirmier libéral Maire de Domfront (2014 → 2015) Maire de Domfront en Poiraie (2016 → ) Président de la CC du Domfrontais (2014 → 2016) Réélu pour le mandat 2020-2026, |

### Compétences
L'intercommunalité exerce les compétences qui lui ont été transférées par les communes membres, dans les conditions déterminées par le code général des collectivités territoriales. Il s'agit de : 
- Aménagement de l’espace ;
- Actions de développement économique ;
- Aménagement, entretien et gestion des aires d’accueil des gens du voyage ;
- Collecte et traitement des déchets des ménages et déchets assimilés.
- Gestion des milieux aquatiques et prévention des inondations (GEMAPI) ;
- Protection et mise en valeur de l’environnement ;
- Production, distribution et sécurisation de la ressource en eau ;
- Assainissement collectif et non collectif ;
- Construction, entretien et fonctionnement d'équipements culturels et sportifs d'intérêt communautaire et d'équipements de l'enseignement pré-élémentaire et élémentaire d'intérêt communautaire ;
- Service des écoles de l’ensemble du territoire ;
- Actions sociales d’intérêt communautaire portées par le Centre Intercommunal d’Action Sociale (CIAS) ;
- Politique du logement et du cadre de vie ;
- Création et gestion des Maisons de Services au Public (MSaP).
- Pôles de Santé Libéraux Ambulatoires ;
- Mise en valeur et entretien des parcours pédestres inscrits au plan départemental des itinéraires de promenade et de randonnée (PDIPR) d’intérêt communautaire ;
- Jeunesse / Enfance / Petite-enfance ;
- Prise en charge du contingent départemental d'incendie des communes membres.

### Régime fiscal et budget
La communauté de communes est un établissement public de coopération intercommunale à fiscalité propre.
Afin de financer l'exercice de ses compétences, l'intercommunalité perçoit la fiscalité professionnelle unique (FPU) – qui a succédé à la taxe professionnelle unique (TPU) – et assure une péréquation de ressources entre les communes résidentielles et celles dotées de zones d'activité.
Elle bénéficie également d'une bonification de sa dotation globale de fonctionnement
L'intercommunalité ne reverse pas de dotation de solidarité communautaire (DSC) à ses communes membres.

## Projets et réalisations
Conformément aux dispositions légales, une communauté de communes a pour objet d'associer des « communes au sein d'un espace de solidarité, en vue de l'élaboration d'un projet commun de développement et d'aménagement de l'espace ».